# Zvenella taynguyena
Zvenella taynguyena är en insektsart som beskrevs av Andrej Vasiljevitj Gorochov 1990. Zvenella taynguyena ingår i släktet Zvenella och familjen syrsor. Inga underarter finns listade i Catalogue of Life.